# ヴァネッサ・トランプ
ヴァネッサ・ケイ・トランプ（Vanessa Kay Trump, 旧姓: ペルゴリッジ《Pergolizzi》, 後にハイドン《Haydon》; 1977年12月18日 - ）は、ドナルド・トランプ・ジュニアの元妻であり、2005年から2018年まで婚姻関係にあった。

## 生い立ち
ヴァネッサ・ケイ・ペルゴリッジ（Vanessa Kay Pergolizzi）は、マンハッタンのアッパー・イースト・サイドにあるタウンハウスで育ち、私立のドワイト・スクールに通った。継父のチャール・ハイドン（Charles Haydon）は弁護士であった。母のボニー・ケイ・ハイドンは（Bonnie Kay Haydon）は。モデル事務所のケイ・モデルズの経営者であり、デンマークとスウェーデンの家系である。彼女の母方の祖父のデンマークのジャズミュージシャンのカイ・エワンスである。

## キャリア
彼女は10代と20代の時にモデルとしての活動歴があり、ウィルヘルミーナ・モデルズと契約していた。
彼女は映画『恋愛適齢期』（2003年）の一場面に出演している。
2003年秋に彼女は姉妹のヴェロニカ（Veronika）と共にセッサというナイトクラブを開店した。
2011年、彼女は義父のドナルド・トランプが司会を務めるテレビ番組『アプレンティス』に出演した。また『Bret Michaels: Life as I Know It』（2010年）のも出演した。
2010年から2013年にかけて彼女は自作のハンドバッグのブランドであるラ・ポシェットを発売した。

## 私生活
10代の頃に彼女は地元のストリートギャングのラテンキングスの構成員であるヴァレンティン・リヴェラと交際していた。リヴェラは、『ニューヨーク・ポスト』紙が彼女とレオナルド・ディカプリオの交際関係を報じたことで自身との関係が破局したと主張している（ディカプリオの広報担当者は交際関係を否定している）。
1998年から2001年まで彼女はサウジアラビア皇太子のハーリド・ビン・バンダル・アル・サウードと交際していた。2001年、在アメリカ合衆国サウジアラビア大使であった彼の父のバンダル・ビン・スルターン・アール・サウードがアルカーイダのハイジャッカーの関連人物との間接的な繋がりを疑われた後、彼がアメリカを出国したことで2人の交際関係は終わった。
2005年11月12日に彼女はドナルド・トランプ・ジュニアと結婚した。結婚式はフロリダ州のマー・ア・ラゴ・クラブで行われ、トランプ・ジュニアの叔母にあたるマリアン・トランプ・バリー判事が執り行った。トランプ・ジュニアは、ニュージャージー州ショート・ヒルズ・モールの宝石店の前で、パパラッチの前で彼女にプロポーズすることと引き換えに、宝石商から贈られた10万ドル指輪で彼女にプロポーズした。
2人は子供を5人もうけている。長子は2007年5月に生まれたカイ・トランプである。
2018年3月15日、彼女はニューヨーク州で協議離婚を申請した。2018年7月に2人は子供たちの親権問題を解決し、2018年末に離婚が成立した。
彼女は2024年11月にプロゴルファーのタイガー・ウッズとの交際を始めたと報じられた。この交際は2025年3月にウッズがInstagramで発表したことで公となった。